# 穆道
穆道（德語：Mudau，發音：[ˈmuːdaʊ]）是德国巴登-符腾堡州卡尔斯鲁厄行政区内卡-奥登林山县的市镇，面积107.49平方千米，2023年12月31日人口为5,016人。